# Křížová cesta (Ruprechtice)
Křížová cesta v Ruprechticích v Liberci se nachází na severovýchodě obce. Vede z ulice Horská na vrch U Lomu. Spolu s kaplí Matky Boží, studánkou a Kalvárií je chráněna jako nemovitá kulturní památka.

## Historie
Křížová cesta byla vystavěna roku 1833 a vedla k prameni "U obrázku". Dal ji vystavět potomek zakladatele poutního místa George Webera. Později byla podél cesty vysazena kaštanová alej.
Poutní areál vznikl v místech, kde již od nepaměti lidé, a zvláště dřevorubci, využívali ke svému osvěžení vodu ze zdejší, údajně léčivé studánky. Místo bylo označeno neznámým dárcem obrázkem Panny Marie, malovaným na plechu.
Roku 1807 dal vlastník pozemku ruprechtický rychtář Georg Weber vztyčit u studánky Kalvárii se sochami Panny Marie a svatého Jana jako poděkování za své uzdravení. Místo se stalo poutním, areál byl udržován, roku 1862 byl opraven kříž i sochy a roku 1833 k nim přibyla křížová cesta.
Roku 1907 byla dostavěna a vysvěcena kaple Panny Marie lidově zvaná "U obrázku". O její výstavbu se zasloužila pravnučka Georga Webera Antonie Wildnerová. Ta po smrti posledního mužského člena Weberova rodu v roce 1891 pozemky zdědila a třináct let pořádala finanční sbírky od ruprechtických a kateřinských občanů na stavbu nové kaple. Projektem a výstavbou byl pověřen liberecký architekt a pedagog Max Kühn (1877–1944), rodák z Trutnova. Ten společně se svým bývalým spolužákem a později kolegou na Státní průmyslové škole v Liberci Heinrichem Fantou vybudovali v dominantní poloze nad ruprechtickou obcí secesní stavbu na kruhovém půdorysu.
Kaple však byla v padesátých letech zcela zničena, ale zásluhou ing. arch. Pavla Švece byla na konci sedmdesátých let 20. století zachráněna a v roce 1998 opětovně vysvěcena.